# Крепость Бихисхаузен
Крепость Бихисхаузен (нем. Burg Bichishausen) — крепость находящаяся между городом Мюнзингеном и общиной Цвифальтен в районе Ройтлинген, в Швабском Альбе.
Первым известным владельцем крепости является граф Ахальм, вероятнее всего Рудольф.

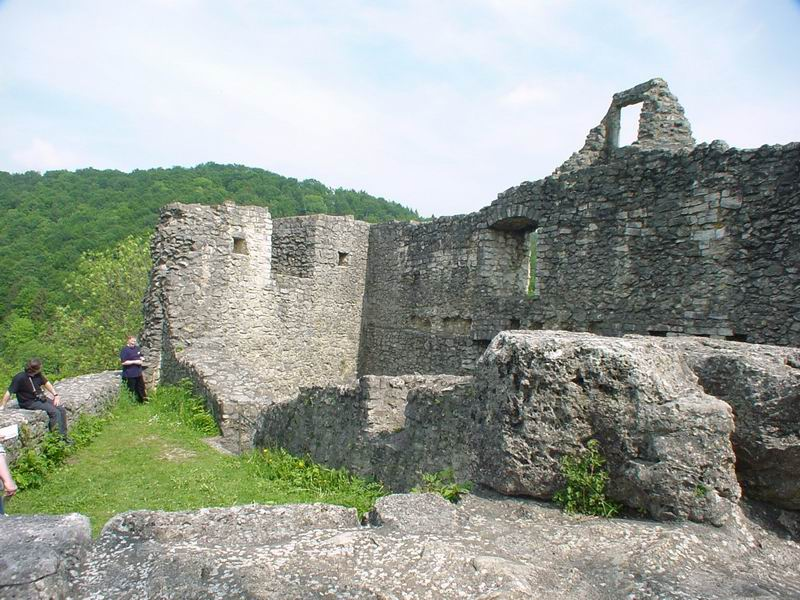
Внутри верхнего замка
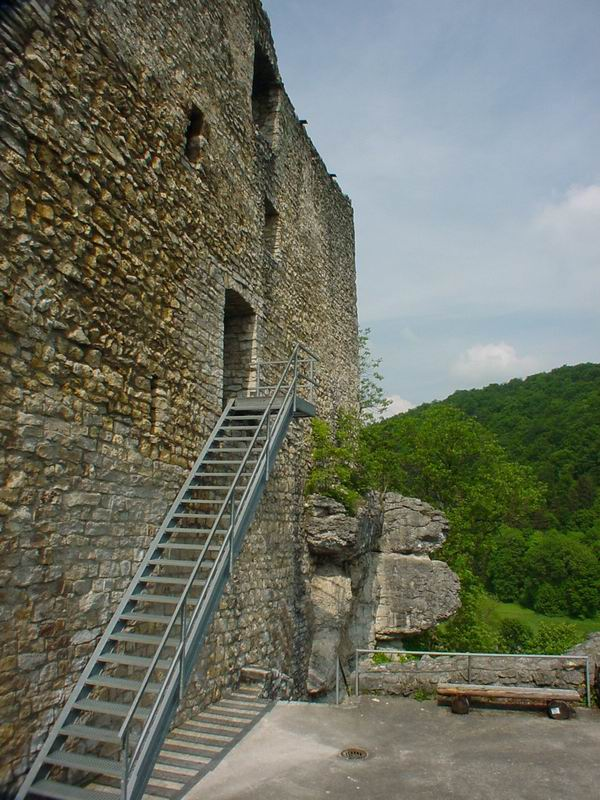
Вход в верхний замок